# توني بيريز
توني بيريز (بالإنجليزية: Tony Pérez) هو لاعب كرة قاعدة كوبي وأمريكي، ولد في 14 مايو 1942 في سييغو دي افيلا في كوبا.

## وصلات خارجية
- توني بيريز على موقع دوري كرة القاعدة الرئيسي (الإنجليزية)
- توني بيريز على موقعبيزبول رفرنس.كوم (الدوري الرئيسي) (الإنجليزية)
- توني بيريز على موقعبيزبول رفرنس.كوم (الدوري الثانوي) (الإنجليزية)
- توني بيريز على موقع إي إس بي إن.كوم (أم.أل.بي) (الإنجليزية)
- توني بيريز على موقع مشجعي الرسوم البيانية (الإنجليزية)
- توني بيريز على موقع قاعة مشاهير كرة القاعدة (الإنجليزية)
- توني بيريز على موقع الموسوعة البريطانية (الإنجليزية)
- توني بيريز على موقع إن إن دي بي (الإنجليزية)